# Macgregoromyia babana
Macgregoromyia babana är en tvåvingeart som beskrevs av Alexander 1969. Macgregoromyia babana ingår i släktet Macgregoromyia och familjen storharkrankar. Inga underarter finns listade i Catalogue of Life.